# Az-Zamilijja
Az-Zamilijja (arab. الزاملية) – wieś w Syrii, w muhafazie Hama. W 2004 roku liczyła 877 mieszkańców.